# Bommiers
Bommiers é uma comuna francesa na região administrativa do Centro, no departamento Indre. Estende-se por uma área de 28,63 km². Em 2010 a comuna tinha 313 habitantes (densidade: 10,9 hab./km²).